# Alexa Glatch
Alexa Glatch (Newport Beach, Kalifornia, 1989. szeptember 10. –) amerikai teniszezőnő.
2005-ben kezdte profi pályafutását, amely alatt 10 egyéni és 9 páros ITF-tornát nyert meg. Legjobb egyéni világranglista-helyezése a 102. hely 2009. augusztus 3-án, párosban a 98. helyezés 2009. október 5-én. A Grand Slam-tornákon a legjobb eredménye a 2. kör, amelyet a 2009-es és a 2012-es Roland Garroson, valamint a 2005-ös US Openen ért el.
Junior korában győzött a 14 és a 18 éves korosztály Easter Bowl tornján, és 2004-ben a legerősebb junior torna, az Orange Bowl 16 évesek versenyén. 2005-ben egyéniben és párosban is a döntőbe jutott a 2005-ös US Openen, valamint párosban a 2007-es Roland Garroson a junior lányok tornáján. 2007-ben az 5. helyre került a junior világranglistán.
2009-ben tagja volt a világdöntőt játszó amerikai Fed-kupa-válogatottnak.
Utolsó WTA-mérkőzését 2023. május 15-én játszotta, és egyéves inaktivitás után 2024. május 31-től hivatalosan visszavonult játékosnak számít.

## Junior Grand Slam döntői

### Egyéni

#### Elveszített döntői (1)
| Év   | Bajnokság | Borítás | Ellenfél          | Eredmény |
| ---- | --------- | ------- | ----------------- | -------- |
| 2005 | US Open   | Kemény  | Vikorija Azaranka | 3–6, 4–6 |

### Páros

#### Elveszített döntői (2)
| Év   | Bajnokság     | Borítás | Partner        | Ellenfél                               | Eredmény    |
| ---- | ------------- | ------- | -------------- | -------------------------------------- | ----------- |
| 2005 | US Open       | Kemény  | Vania King     | Nikola Fraňková Alisza Klejbanova      | 5–7, 6–7(3) |
| 2007 | Roland Garros | Salak   | Sorana Cîrstea | Kszenija Milevszkaja Urszula Radwańska | 1–6, 4–6    |

## ITF-döntői

### Egyéni: 17 (10–7)
| Díjazás        |
| -------------- |
| $100,000 torna |
| $75,000 torna  |
| $50,000 torna  |
| $25,000 torna  |
| $15,000 torna  |
| $10,000 torna  |

| Eredmény | No.  | Dátum             | Torna                               | Borítás    | Ellenfél              | Eredmény            |
| -------- | ---- | ----------------- | ----------------------------------- | ---------- | --------------------- | ------------------- |
| Döntős   | 0–1  | 2004. június 13.  | ITF Hamilton, Kanada                | Salak      | Stéphanie Dubois      | 1–6, 5–7            |
| Győztes  | 1–1  | 2006. június 25.  | ITF Fort Worth, Egyesült Államok    | Kemény     | Jamie Hampton         | 6–4, 6–1            |
| Döntős   | 1–2  | 2006. július 2.   | ITF Edmond, Egyesült Államok        | Kemény     | Riza Zalameda         | 4–6, 1–6            |
| Győztes  | 2–2  | 2007. június 8.   | ITF Southlake, Egyesült Államok     | Kemény     | Sunitha Rao           | 6–2, 7–5            |
| Döntős   | 2–3  | 2008. június 1.   | ITF Carson, Egyesült Államok        | Kemény     | Mashona Washington    | 5–7, 4–6            |
| Győztes  | 3–3  | 2008. október 19. | ITF Toronto, Kanada                 | Kemény (f) | Stéphanie Dubois      | 6–4, 6–3            |
| Győztes  | 4–3  | 2008. október 26. | ITF Saguenay, Kanada                | Kemény (f) | Alberta Brianti       | 6–3, 6–1            |
| Győztes  | 5–3  | 2009. február 1.  | ITF Laguna Niguel, Egyesült Államok | Kemény     | Chanelle Scheepers    | 6–1, 6–0            |
| Döntős   | 5–4  | 2011. május 29.   | ITF Carson, Egyesült Államok        | Kemény     | Camila Giorgi         | 6–7(4), 1–6         |
| Döntős   | 5–5  | 2011. október 2.  | ITF Las Vegas, Egyesült Államok     | Kemény     | Romina Oprandi        | 7–6(2), 3–6, 6–7(4) |
| Győztes  | 6–5  | 2012. október 21. | ITF Makinohara, Japán               | Fű         | Monique Adamczak      | 6–3, 6–4            |
| Győztes  | 7–5  | 2012. október 28. | ITF Hamamatsu, Japán                | Fű         | Monique Adamczak      | 6–2, 6–3            |
| Győztes  | 8–5  | 2015. március 22. | ITF Irapuato, Mexikó                | Kemény     | Renata Voráčová       | 6–2, 7–5            |
| Győztes  | 9–5  | 2015. április 5.  | ITF Osprey, Egyesült Államok        | Salak      | Madison Brengle       | 6–3, 6–7, 6–2       |
| Győztes  | 10–5 | 2015. július 27.  | ITF Gatineau, Kanada                | Kemény     | Bianca Andreescu      | 6–4, 6–3            |
| Döntős   | 10–6 | 2019. június 23.  | ITF Denver, Egyesült Államok        | Kemény     | Usue Maitane Arconada | 4–6, 6–2, 3–6       |
| Döntős   | 10–7 | 2019. november 2. | ITF Tyler, Egyesült Államok         | Kemény     | Mandy Minella         | 4–6, 4–6            |

### Páros: 13 (9–4)
| Eredmény | No. | Dátum                | Torna                                  | Borítás | Partner             | Ellenfelek                                | Eredmény            |
| -------- | --- | -------------------- | -------------------------------------- | ------- | ------------------- | ----------------------------------------- | ------------------- |
| Győztes  | 1–0 | 2006. június 27.     | Edmond, Egyesült Államok               | Kemény  | Ashley Weinhold     | Elizabeth Kaufman Lindsey Nelson          | 6–4, 6–4            |
| Győztes  | 2–0 | 2008. november 16.   | San Diego, Egyesült Államok            | Kemény  | Christina Fusano    | Angela Haynes Mashona Washington          | 6–3, 6–2            |
| Győztes  | 3–0 | 2009. június 5.      | Nottingham, Egyesült Királyság         | Fű      | Natalie Grandin     | Eléni Danjilídu Fudzsivara Rika           | 6–3, 2–6 [10–7]     |
| Győztes  | 4–0 | 2011. április 12.    | Osprey, Egyesült Államok               | Salak   | Stéphanie Foretz    | María Irigoyen Erika Szema                | 4–6, 7–5 [10–7]     |
| Döntős   | 4–1 | 2011. május 8.       | Indian Harbour Beach, Egyesült Államok | Salak   | Christina Fusano    | Aljona Szotnikova Lenka Wienerova         | 4–6, 3–6            |
| Győztes  | 5–1 | 2011. szeptember 25. | Albuquerque, Egyesült Államok          | Kemény  | Asia Muhammad       | Grace Min Melanie Oudin                   | 4–6, 6–3 [10–2]     |
| Győztes  | 6–1 | 2011. október 2.     | Las Vegas, Egyesült Államok            | Kemény  | Mashona Washington  | Varvara Lepchenko Melanie Oudin           | 6–4, 6–2            |
| Döntős   | 6–2 | 2012. október 22.    | Hamamacu, Japán                        | Fű      | Monique Adamczak    | Aojama Súko Miki Miyamura                 | 6–3, 4–6, [6–10]    |
| Győztes  | 7–2 | 2014. október 25.    | Macon, Egyesült Államok                | Kemény  | Madison Brengle     | Ana Tatisvili Ashley Weinhold             | 6–0, 7–5            |
| Döntős   | 7–3 | 2014. november 2.    | New Braunfel, Egyesült Államok         | Kemény  | Bernarda Pera       | Mariana Duque Mariño Verónica Cepede Royg | 0–6, 3–6            |
| Győztes  | 8–3 | 2021. augusztus      | Landisville Challenge, US              | Kemény  | Hanna Chang         | Samantha Murray Sharan Valerija Szavinih  | 7–6(3), 3–6, [11–9] |
| Döntős   | 8–4 | 2022. október        | ITF Redding, US                        | Kemény  | Aldila Sutjiadi     | Rasheeda McAdoo Hanna Poznyihirenko       | 6–7(3), 5–7         |
| Győztes  | 9–4 | 2023. május          | ITF Bethany Beach, US                  | Salak   | Hanna Poznyihirenko | Victoria Osuigwe Gabriella Broadfoot      | 7–5, 7–5            |

## Eredményei Grand Slam-tornákon

### Egyéni
| Grand Slam | Australian Open | Australian Open | Roland Garros  | Roland Garros    | Wimbledon      | Wimbledon        | US Open        | US Open           |
| Év         | Eredmény        | Utolsó ellenfél | Eredmény       | Utolsó ellenfél  | Eredmény       | Utolsó ellenfél  | Eredmény       | Utolsó ellenfél   |
| 2004       | –               | –               | –              | –                | –              | –                | Selejtező (Q2) | Selejtező (Q2)    |
| 2005       | –               | –               | –              | –                | –              | –                | 2. kör         | Jelena Janković   |
| 2006       | –               | –               | –              | –                | –              | –                | 1. kör         | Jarmila Gajdošová |
| 2007       | –               | –               | –              | –                | –              | –                | 1. kör         | Marion Bartoli    |
| 2008       | –               | –               | –              | –                | –              | –                | 1. kör         | Anne Keothavong   |
| 2009       | Selejtező (Q1)  | Selejtező (Q1)  | 2. kör         | L Domínguez Lino | 1. kör         | Peng Suaj        | 1. kör         | Serena Williams   |
| 2010       | –               | –               | Selejtező (Q1) | Selejtező (Q1)   | –              | –                | Selejtező (Q1) | Selejtező (Q1)    |
| 2011       | –               | –               | –              | –                | 1. kör         | Petra Kvitová    | Selejtező (Q1) | Selejtező (Q1)    |
| 2012       | –               | –               | 2. kör         | Flavia Pennetta  | Selejtező (Q3) | Selejtező (Q3)   | Selejtező (Q3) | Selejtező (Q3)    |
| 2013       | Selejtező (Q1)  | Selejtező (Q1)  | –              | –                | 1. kör         | Christina McHale | –              | –                 |
| 2014       | –               | –               | –              | –                | –              | –                | –              | –                 |
| 2015       | Selejtező (Q3)  | Selejtező (Q3)  | 1. kör         | A-L Friedsam     | Selejtező (Q1) | Selejtező (Q1)   | Selejtező (Q1) | Selejtező (Q1)    |
| 2016       | Selejtező (Q1)  | Selejtező (Q1)  | –              | –                | –              | –                | –              | –                 |
| 2017       | –               | –               | Selejtező (Q1) | Selejtező (Q1)   | –              | –                | Selejtező (Q2) | Selejtező (Q2)    |

## Év végi világranglista-helyezései
| Év     | 2004 | 2005 | 2006 | 2007 | 2008 | 2009 | 2010 | 2011 | 2012 | 2013 | 2014 | 2015 | 2016 | 2017 | 2018 | 2019 | 2020 | 2021 | 2022 | 2023 |
| Egyéni | 362. | 225. | 541. | 266. | 165. | 136. | 301. | 151. | 119. | 404. | 639. | 137. | 803. | 574. | –    | 322. | 291. | 298. | 638. | –    |
| Páros  | –    | –    | 763. | 360. | 388. | 102. | 275. | 128. | 342. | 358. | 339. | 600. | 617. | –    | –    | 614. | 552. | 388. | 741. | 761. |